# Многогодишно растение
Многогодишните растения са онези растения, които живеят в продължение на повече от две години. Примери за такива растения са всички дървета, храсти и някои видове тревисти растения.
Многогодишните растения, особено малките Покритосеменни, израстват и цъфтят през пролетта и лятото и после умират през есента и зимата. С настъпването на пролетта отново започват да растат от главния корен, за разлика от едногодишните растения, които израстват от семената на предишното поколение. Двугодишните растения израстват от семена през първата година, но продължават да растат от корен през втората, когато дават плод и умират.
Символът за многогодишно растение, основан върху труда на Карл Линей „Видове растения“, е . Същият символ се използва и в астрономията за представяне на планетата Юпитер.